# Hemidactylus gleadowi
Espèce
Hemidactylus gleadowi est une espèce de geckos de la famille des Gekkonidae.

## Répartition
Cette espèce est endémique du Pakistan.

## Étymologie
Cette espèce est nommée en l'honneur de F. Gleadow.

## Publication originale
- Murray, 1884 : Additions to the reptilian fauna of Sind. Annals and Magazine of Natural History, ser. 5, vol. 14, p. 106-111 (texte intégral).